# Mattias Knave
Per Mattias Knave, född 2 juni 1967 i Solna församling, är en svensk regissör och röstskådespelare. 
Knave utbildades på Dramatiska Institutets teaterregilinje 1996–1999 och har även undervisat på Teaterhögskolan i Luleå.
Knave har bland annat dubbat de svenska rösterna till Jason (Mighty Morphin Power Rangers),  Batman/Bruce Wayne i Batman: The Animated Series, Brock i Pokémon och Fred i Media Dubbs versioner av Scooby-Doo. Han verkar även som den svenska rösten för Sly Cooper.
Knave kom in i dubbningsbranschen genom sin vän Hans Jonsson, som han spelade tillsammans med i en revy i början av 1990-talet.

## Teaterregi
| Årtal | Pjäsnamn                                                               | Regi                                                                             | Plats                                |
| ----- | ---------------------------------------------------------------------- | -------------------------------------------------------------------------------- | ------------------------------------ |
| 2011  | Anarkisten                                                             | Bengt Olsson, Joseph Conrad                                                      | Radioteatern                         |
| 2010  | Resan                                                                  | Åse Nelson, Gun Källstigen, Annikki Wahlöö, Mattias Knave                        | Teater Laika                         |
| 2009  | 90% Paradis                                                            | Malin Lagerlöf                                                                   | Länsteatern i Örebro                 |
| 2009  | Beredd                                                                 | Mattias Knave, Andreas Liljeholm                                                 | Boulevardteatern                     |
| 2008  | Nadja Dolores                                                          | Malin Lagerlöf                                                                   | Teater Västernorrland                |
| 2008  | Jag Är En Annan                                                        | Mattias Knave (även medv.)                                                       | Delight Studios i Hammarbyhamnen     |
| 2007  | Gagarin Way                                                            | Gregory Burke                                                                    | STREET på Hornstullsstrand           |
| 2006  | Huvudvärk Med E                                                        | Stefan Lindberg                                                                  | Teater Västernorrland                |
| 2006  | Deathrow                                                               | Robert Jelinek, Johan Bössman                                                    | Teater De Vill                       |
| 2006  | Mme Brel’s Nye Fästman                                                 | Mattias Knave, Andreas Liljeholm                                                 | Teater Västernorrland                |
| 2005  | En Helskön Ny Värld                                                    | Mattias Knave                                                                    | Regionteatern i Blekinge/Kronoberg   |
| 2004  | Rum För Kärlek                                                         | Malin Lagerlöf                                                                   | Teater Västernorrland                |
| 2003  | Dödsvariationer                                                        | Jon Fosse                                                                        | Radioteatern                         |
| 2003  | I Lagets Namn                                                          | Greta Sundberg, Anders Hasselgren, Peter Barlach, Klara Grede och Mattias Knave  | Sörmlands Musik&Teater               |
| 2002  | Var Man                                                                | Greta Sundberg                                                                   | Regionteatern i Blekinge/Kronoberg   |
| 2002  | Kontakt                                                                | Jan-Erik Sääf, Ola Hörling                                                       | Stockholms MusikTeaterEnsemble       |
| 2001  | Olof Palmes Leende                                                     | Malin Lagerlöf                                                                   | Länsteatern i Örebro                 |
| 2001  | Jag Växte Upp Inbäddad I Spenavarm Kattsand Älskad Bortom Allt Förnuft | Martina Montelius                                                                | Teater Plaza p Kilen/Kulturhuset     |
| 2001  | Rysk-Zigensk Passion                                                   | Mattias Knave (även medv.)                                                       | Stockholms Stadsteater               |
| 2001  | Eldansikte                                                             | Marius von Mayenburg                                                             | Göteborgs Stadsteater                |
| 2000  | Dinosaurier                                                            | Mia Törnqvist                                                                    | Unga Riks                            |
| 2000  | Saul, Saul                                                             | Erik Åkerlund                                                                    | Radioteatern                         |
| 2000  | Fjärilsmusen                                                           | Dario Fo                                                                         | Stockholms Stadsteater               |
| 1999  | Nattåg                                                                 | Greta Sundberg                                                                   | Radioteatern                         |
| 1999  | Rum Med Sol                                                            | Peter Asmussen                                                                   | Stockholms Stadsteater               |
| 1998  | T-Passion                                                              | Mia Törnqvist, Erik Uddenberg, Anders Hasselgren, Erik Norberg och Mattias Knave | Kulturhuvudstad-98/Svenska Kyrkan/SL |
| 1997  | Jonna-Ponna                                                            | Jonna Nordenskiöld                                                               | Teaterhögskolan i Stockholm/D.I.     |

## Filmografi dubbning
- 2024 – Dumma mej 4 (röst)
- 2020 – Pelle Svanslös (röst)
- 2019 – Toy Story 4 (röst)
- 2019 – Lejonkungen - Azizi (röst)
- 2015 – Ronja Rövardotter (TV-serie) – Mattis (röst)
- 2013 – Hulk och agenterna K.R.O.S.S.A. (röst till diverse figurer)
- 2009 – Bionicle: Legenden återuppstår - Metus (röst)
- 2009 – Hannah Montana - Robby Ray Stewart (röst)
- 2007-2008 – Huset Anubis - Rufus Malpied (röst)
- 2007 – Bee Movie (röst)
- 2006 – Nicke Nyfiken - filmen (röst)
- 2006 – Bilar - Junior (röst)
- 2005 – Wallace & Gromit: Varulvskaninens förbannelse - Victor Quartermaine   (röst)
- 2004 – Sagoberättaren HC Andersen - Övriga röster i avsnittet Reskamraten (röst)
- 2004 – Sonic X - Knuckles the Echidna och herr Stewart (röst)
- 2004 – SvampBob Fyrkant - Plankton (röst)
- 2004 – Det levande slottet (övriga röster)
- 2004 – Två tigerbröder (röst)
- 2000 – Familjen Flinta i Viva Rock Vegas - Gazoo (röst)
- 2000 – Pokémon 2 - Ensam Är Stark - Brock (röst)
- 1999 – Pokémon-filmen - Brock (röst)
- 1997 – Pokémon - Brock (röst)
- 1995 – Casper - Dr. Harvey (röst)
- 1994-1997 – Aaahh!!! Riktiga Monster - Ickis (röst)
- 1994 – Spindelmannen (röst)
- 1994 – The Tick - The Tick (röst)
- 1993 – Biker Mice from Mars (röst)
- 1992-1995 – Batman: The Animated Series - Bruce Wayne/Batman (röst)
- 1992 – Dog City (röst)
- 1992 – Scooby-Doo, var är du! - Fred (röst)
- 1992 – Porco Rosso - Porco Rosso (röst i originaldubbningen), Donald Curtis (röst i omdubbningen)

## Filmografi övrigt
- 2008 – Gagarin Way - Eddie, Mattias Knave, Plastic Voice Productions
- 1999 – Nya tider - Gunnar
- 1994 – Skilda världar - Jonas Ekgren
- 1994 – Rapport till himlen - man från himlen
- 1994 – Solo - Thomas Larsson
- 1994 – S.W.I.P. Snutarna - dalmas
- 1994 – Polismördaren - Mats
- 1994 – Fritänkaren – filmen om Strindberg - Carl Larsson
- 1992 – Svart Lucia - vårdare
- 1991 – Gäster med gester - Henry Bronett, Monica Dominique, My Holmsten, Mattias Knave, Carina Lidbom, Christer Lindarw, Ewa Roos och Martin Timell